# Holodiscus argenteus
Holodiscus argenteus là loài thực vật có hoa trong họ Hoa hồng. Loài này được (L. f.) Maxim. mô tả khoa học đầu tiên năm 1879.

## Hình ảnh

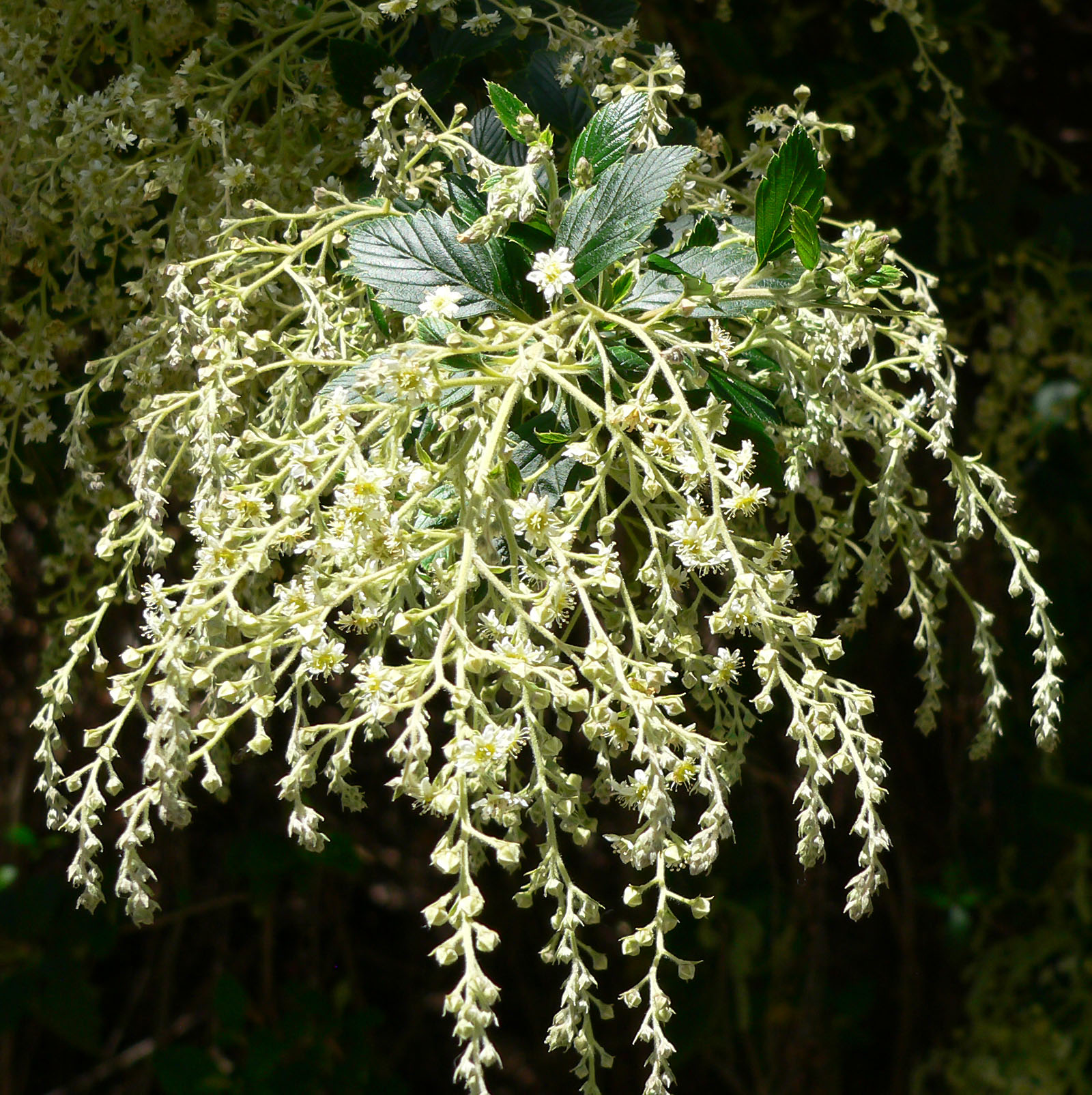
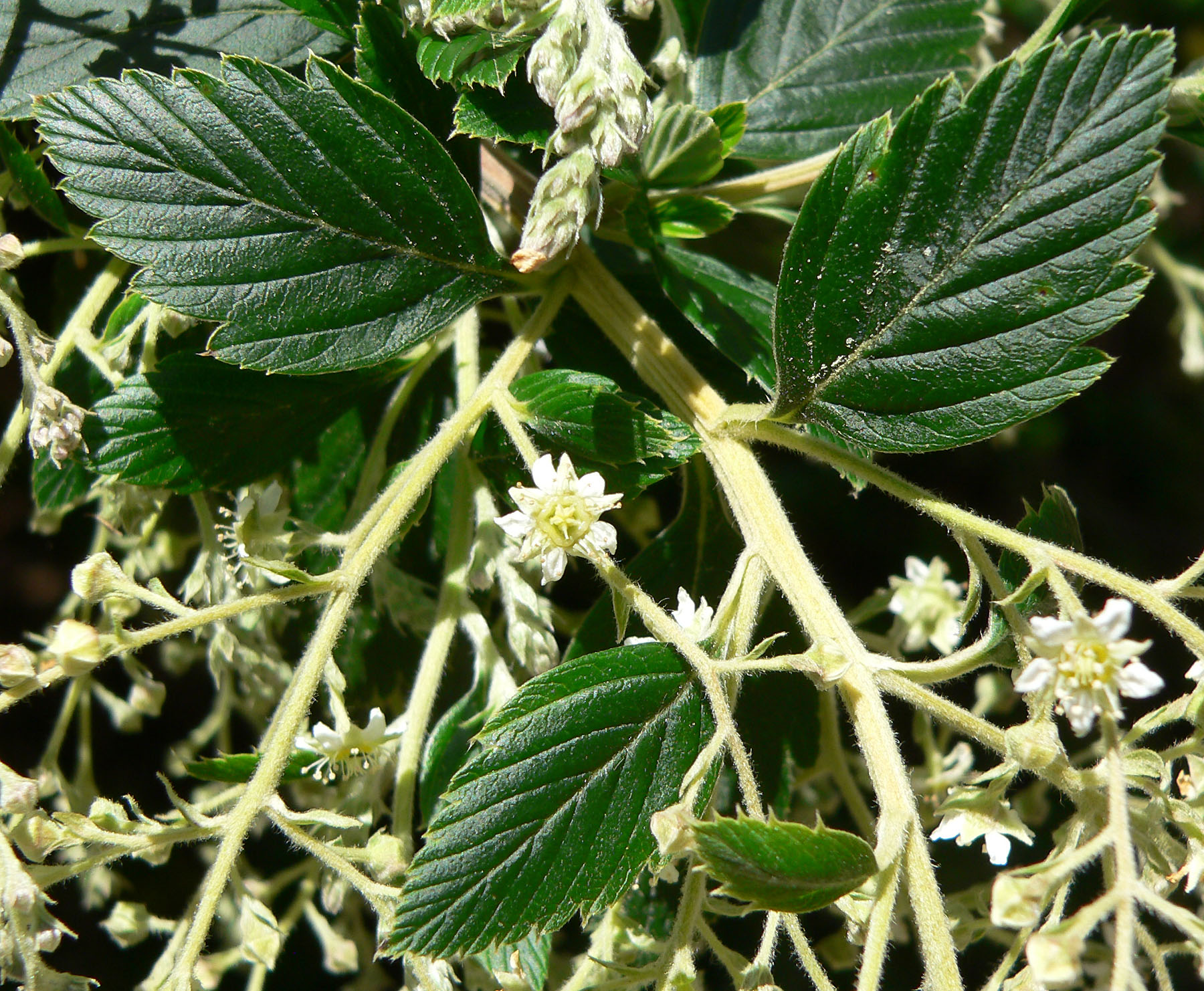
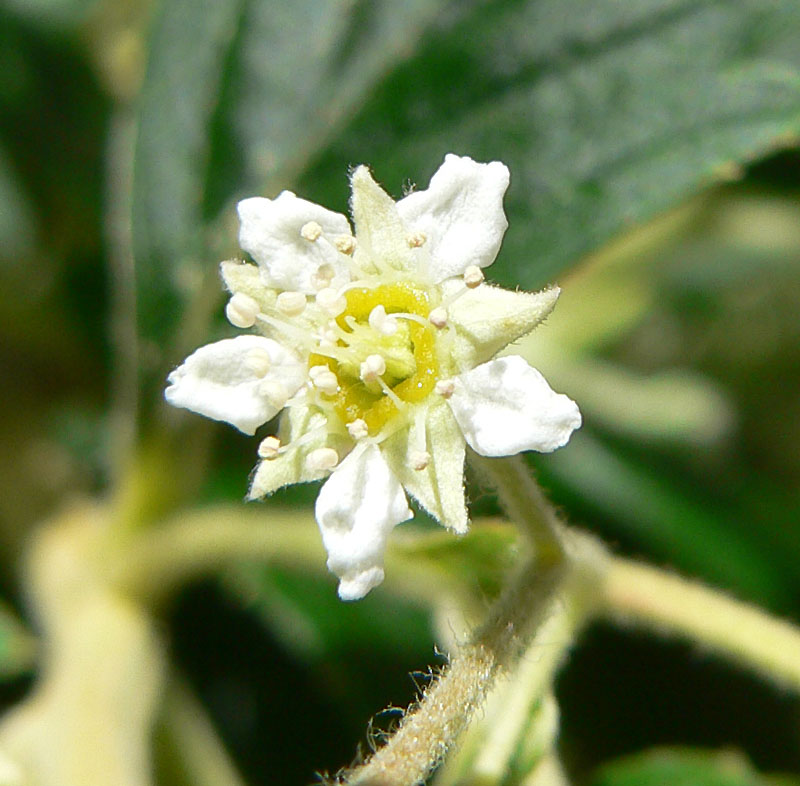
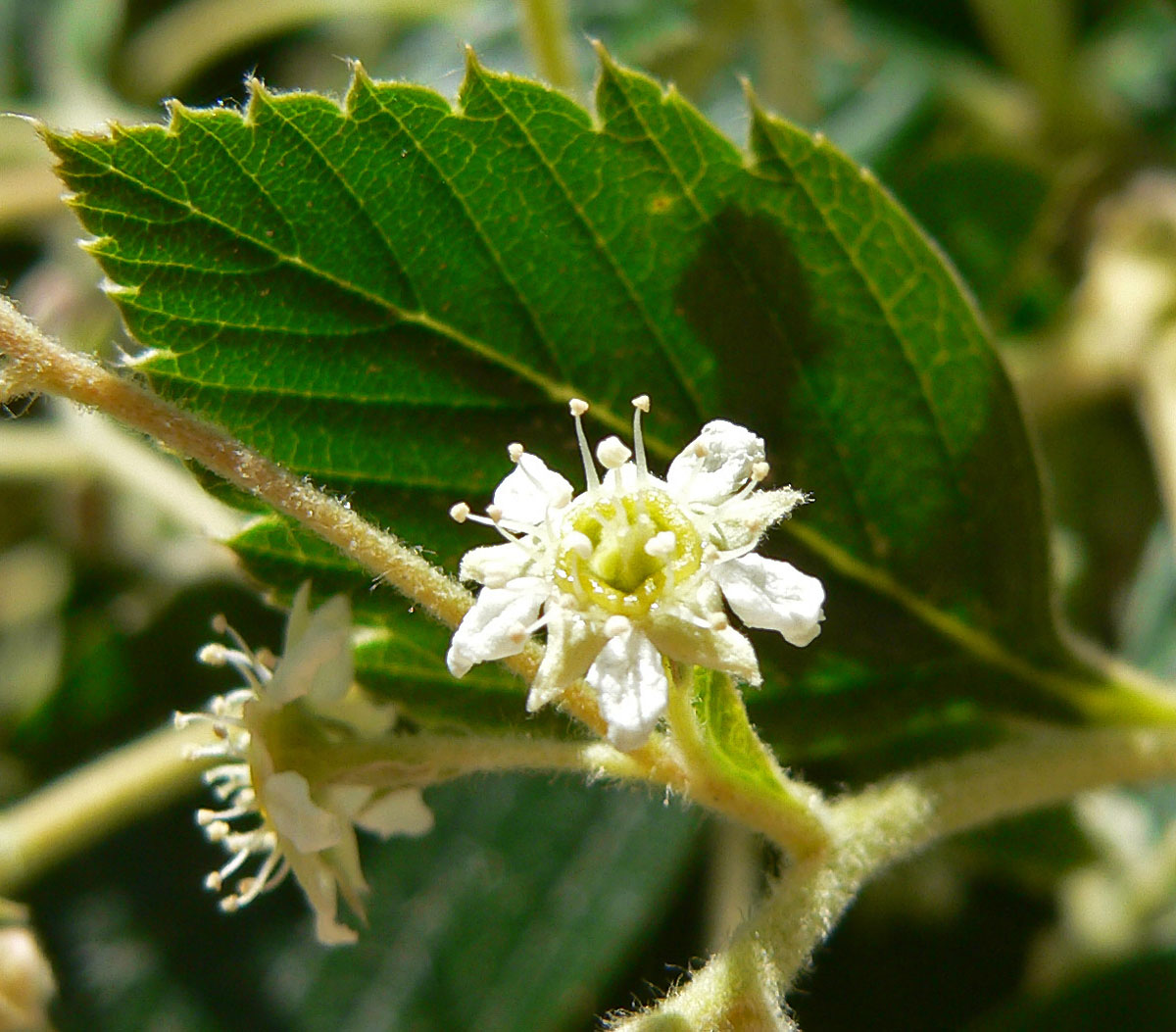